# آيت بركا (أكودي نالخير)
آيت بركا هي إحدى مشيخات المملكة المغربية، تتبع جغرافيا لإقليم أزيلال وإداريًا لأكودي نالخير. يقدر عدد سكانها بـ 2686 نسمة حسب الإحصاء الرسمي للسكان والسكنى لسنة 2004.